# Everybody’s Trying to Be My Baby
Az Everybody’s Trying to Be My Baby egy rockabilly dal, amely Carl Perkins nevéhez köthető. Az énekes/dalszerző, Rex Griffin által írt 1936-os dalon alapszik, és akkor vált széles körben népszerűvé, amikor 1957-ben Perkins, majd 1964-ben a The Beatles is feldolgozta.

## The Beatles-változat
A The Beatles 1964. október 18-án vette fel az Everybody's Trying to Be My Baby című dalt a londoni EMI egyik studiójában, amelyben George Harrison énekelt (ő egész életében rajongott Perkins munkásságáért). Harrison énekhangját erősen átldolgozták STEED effektussal. Még abban az évben megjelent a dal először a brit Beatles for Sale album utolsó dalaként, valamint a Beatles '65 címet viselő amerikai nagylemez záródalaként.
A Beatles felvétele hamis befejezéssel zárul, a záró mondat megismétlődik, miután úgy tűnik, hogy a dallam elhalkult. A hamburgi Star-Club-ban lezajlott 1962 decemberi koncerten rögzített felvétel négy ilyen zenei mondatot tartalmazott.
A Beatles Everybody's Trying to Be My Baby dalt élőben először 1963 júniusában rögzítették a BBC Pop Go The Beatles rádióműsorában, majd 1964 novemberében a Saturday Club-ban. Ez utóbbi felvétel meghallgatható a Live on BBC válogatásalbumon.
A Beatles stúdiófelvételeket követően a koncertjeiken is előadták a dalt. Az 1965-ös franciaországi, olaszországi és spanyolországi turnéjukon, valamint augusztusi amerikai turnéjukon is szerepelt. A párizsi koncert előadását videóra vették, és még abban az évben közvetítették a francia televízióban. A New York-i Shea Stadion-ban 1965. augusztus 15-én rögzített előadás hanganyaga (,amelyet az 1966-os dokumentumfilmből szerkesztettek) később bekerült az Anthology 2 válogatásalbumra.
1976-ban a Capitol kiadta a dalt a Rock 'n' Roll Music válogatásalbumon.
George Harrison a dalt Carl Perkinsszel a Cinemax csatorna Blue Suede Shoes: A Rockabilly Session című különkiadásán adta elő 1985-ben. Bruce Springsteen 1998-ban élőben adta elő a dalt, ezzel tisztelegve Carl Perkins előtt, aki nem olyan sokkal korábban hunyt el. A dalból az 1990-es évek közepén készült Johnny Cash feldolgozása, amelyben Carl Perkins és Tom Petty and the Heartbreakers is közreműködött, és ez a változat felkerült a 2003-as Unearthed' című válogatásalbumára.
2016-ban a dal bónuszszámként szerepelt a felújított Live at the Hollywood Bowl albumon (ami az 1965. augusztus 30-ai koncertről származik) a The Beatles: Eight Days a Week címet viselő, Ron Howard közreműködésével kiadott koncertfilm megjelenésével egy időben.

### Közreműködött
Ian MacDonald szerint:
- George Harrison – duplázott ének, szólógitár
- John Lennon – akusztikus ritmusgitár, tamburin
- Paul McCartney – basszusgitár
- Ringo Starr – dob

## Fordítás
Ez a szócikk részben vagy egészben  az   Everybody's Trying to Be My Baby című angol Wikipédia-szócikk fordításán alapul.  Az eredeti cikk szerkesztőit annak laptörténete sorolja fel. Ez a jelzés csupán a megfogalmazás eredetét és a szerzői jogokat jelzi, nem szolgál a cikkben szereplő információk forrásmegjelöléseként.